# 日本郵政公社法
日本郵政公社法（にっぽんゆうせいこうしゃほう、平成14年7月31日法律第97号）は、中央省庁等改革基本法33条1項に規定する国営の新たな公社として、日本郵政公社の設置を目的とした日本の法律である。
2002年7月31日公布、翌2003年4月1日施行。また、本法の施行に伴う関係法律整備等のために、「日本郵政公社法施行法（にっぽんゆうせいこうしゃほうしこうほう；平成14年法律第98号）も公布・施行された。同施行法は、旧郵政事業庁廃止に伴い、郵政事業の経営主体を国から公社に改めるにあたり、廃止・改正が必要な法律165本に対する所要の措置が規定された。
また、両法には衆議院・参議院の両院にて「附帯決議」が附された。
その後、郵政民営化法等の施行に伴う関係法律の整備等に関する法律（平成17年法律第102号）2条の規定により、郵便貯金法や簡易生命保険法などとともに、2007年10月1日に廃止された。